# Marie Neurath
Marie Neurath (geboren als Marie Reidemeister am 27. Mai 1898 in Braunschweig; gestorben 10. Oktober 1986 in London)  war eine deutsche Illustratorin.

## Leben
Marie Reidemeister sowie ihre Brüder Leopold und Kurt wurden in Braunschweig als Kinder von Hans Reidemeister, einem herzoglich-braunschweigischen Regierungsrat, und dessen Frau Sophie, geb. Langerfeldt, geboren. Sie studierte von 1917 bis 1924 Mathematik und Physik in Göttingen und besuchte 1919 zusätzlich die Kunstschule. Kurz vor ihrem Studienabschluss traf sie Otto Neurath und ging kurze Zeit später nach Wien, um dort am Gesellschafts- und Wirtschaftsmuseum seine Assistentin zu werden, den sie heiratete. 1934 wurde das Institut vom Dollfuß-Regime geschlossen, und sie emigrierten in die Niederlande. Im Zweiten Weltkrieg gelang ihnen 1940 die Flucht nach Großbritannien, wo sie kurzzeitig als Enemy Aliens auf der Isle of Man interniert wurden.
Mit ihrem Mann gründeten sie 1942 das Isotype Institute, das sie bis 1971 alleine weiterführte, nachdem ihr Mann 1945 gestorben war. Außerdem schrieb sie verschiedene Kinderbücher, in denen sie mit Illustrationen Wissen vermittelte. Neurath schenkte 1971 das Isotype-Archiv dem Department of Typography & Graphic Design Collection der Universität Reading. Kurz vor ihrem Tode 1986 schrieb sie ein Essay über ihr Berufsleben, das ihr Freund und Verleger Robin Kinross mit Anmerkungen als Buch The Transformer veröffentlichte.

## Isotype
Der Name Isotype (International System of Typographic Picture Education) wird zumeist mit Otto Neurath, immer häufiger auch mit Gerd Arntz verbunden, doch es war insbesondere Marie Neurath, die für die zeitgenössische und aktuelle Popularität der Zeichensprache verantwortlich war. 
Das Museum in Wien war gegründet worden, um der Bevölkerung das soziale Reformprogramm der Stadt zu vermitteln – zu diesem Zweck wurde ISOTYPE entwickelt, eine frühe Form des Informationsdesign. ISOTYPE verstand sich als eine Methode der Bildstatistik, die dem Laien wissenschaftliche Zusammenhänge verständlich machen sollte. Ausgehend von den Auffassungen des Wiener Kreises wurden Datenmengen so verbildlicht, dass sie leicht zu begreifen und zu merken waren. Dabei sollte die Datenmenge nicht bloß verbildlicht werden, sondern es sollten auch Zusammenhänge aufgezeigt und so eine Demokratisierung von Wissen gefördert werden. Marie Neuraths Rolle war von entscheidender Bedeutung: Während Otto Neurath die Informationen sammelte und Gerd Arntz die Piktogramme und Grafiken erstellte, hatte sie die Rolle der Transformatorin. Sie war es, die Informationen und Daten in eine visuelle, leicht verständliche Form übersetzte. Sie war folglich die Verbindung zwischen den Fachleuten, die das Wissen lieferten, und dem Grafiker sowie den Betrachtern, an die sich die Visualisierung richtete. Otto Neurath nannte diese Position den trustee of the public. Marie Neurath repräsentierte gewissermaßen den Kern der ISOTYPE-Methode. Sie war es auch, die nach Otto Neuraths Tod in 1945 das ISOTYPE-Institut in Oxford weiterführte und zahlreiche seiner Schriften publizierte und übersetzte – dass der Name Otto Neurath heute seine große Bedeutung hat, ist also in großen Teilen ihrem Engagement zu verdanken.

## Veröffentlichungen (Auswahl)
- Marie Neurath: Railways under London. Max Parrish and Co., London 1948.
- Marie Neurath, John Ellis: They lived like this in ancient Egypt. Max Parrish, London 1967.
- Marie Neurath: Isotype. In: Instructional Science. Vol. 3, No. 2. Springer, Juli 1974, S. 127–150.[3]
- Marie Neurath, Robin Kinross: The Transformer: Principles of Making Isotype Charts. Hyphen Press, 2008, ISBN 978-0-907259-40-4, S. 80.

## Belege
1. ↑  Jason Forrest: The Missing Legacy of Marie Neurath. In: Nightingale. 25. Januar 2022, abgerufen am 29. November 2022 (englisch).
2. ↑  Liz McQuiston: Women in Design – A Contemporary View. London 1988, S. 76.
3. ↑  ISOTYPE. In: JSTOR. Abgerufen am 29. November 2022.

| Personendaten    | Personendaten                     |
| ---------------- | --------------------------------- |
| NAME             | Neurath, Marie                    |
| ALTERNATIVNAMEN  | Reidemeister, Marie (Geburtsname) |
| KURZBESCHREIBUNG | deutsche Illustratorin            |
| GEBURTSDATUM     | 27. Mai 1898                      |
| GEBURTSORT       | Braunschweig                      |
| STERBEDATUM      | 10. Oktober 1986                  |
| STERBEORT        | London                            |